# الأكاديمية الوطنية لمكافحة الفساد (مصر)
الأكاديمية الوطنية لمكافحة الفساد هي أكاديمية متخصصة أنشأت أواخر عام 2017 وتتبع رئيس هيئة الرقابة الإدارية، وتعتبر أحد قطاعات الهيئة، ويتمثل دورها في عقد دورات تدريبية لأعضاء الهيئة وفق خطط وبرامج سنوية، وعقد دورات ومؤتمرات وندوات وحلقات نقاش في مجال نشر قيم النزاهة والشفافية والنوعية بمخاطر الفساد وسبل مكافحته. كما يكون لها دور في تبادل الخبرات والوثائق والبحوث مع الجهات التي تباشر نشاطا مماثلاً داخل مصر أو خارجها، وكذلك إيفاد البعثات الدراسية والتدريبية لأعضاء الهيئة في إطار المنح الدراسية التي ترد للأكاديمية من الدول الأجنبية، ويجوز أن يمتد نشاط الأكاديمية ليشمل تدريب أعضاء الهيئات والأجهزة المعنية بمكافحة الفساد داخل مصر وخارجها وسائر العاملين بالدولة.